# Kharoti
Kharoti oder Charoti (persisch خروټي) sind ein Stamm der Paschtunen in Afghanistan. Der Stamm verfügt über etwa 2,7 Millionen Angehörige (Angabe des Ministeriums für Stammesangelegenheiten in Kabul) und ist somit der größte Stamm in Afghanistan. Der Stamm der Kharoti leitet sich vom Stamm der Ghilzai ab.

## Verbreitung und Persönlichkeiten
Das Gebiet der Kharoti erstreckt sich über: Kabul, Paktia, Paktika, Zabul, Kunduz, Laghman, Nangarhar, Bagram, Wardag, Lugar, Ghazni, Koh-e Sulaiman und Barmal. Aber auch in den Gebieten um Oragoon sowie auf der anderen Seite der Grenze in den Stammesgebieten Pakistans bis hin zu der Metropole Karatschi. 
Die meisten Stammesangehörige der Kharoti verfügen über Geschäfte in Ländern wie den USA, Saudi-Arabien, Pakistan (Karachi) sowie auch in Ländern der Vereinigten Arabischen Emirate und Europa. Meist handelt es sich hierbei um Firmen im Textilbereich. 
Der Kharoti-Stamm ist einer der ersten Stämme gewesen, der über ein eigenes Komitee verfügt, welcher in Pakistan von Haji Juma Gul Khan Kharoti geführt wird. Dieser leistet Hilfsbedürftigen Afghanen Unterstützung und gründete ebenfalls die Kharoti Wellfare Association, welcher von Haji Ameer Gul Kharoti geführt wird. 
Die prominentesten Persönlichkeiten des Kharoti-Stammes sind: Gulbuddin Hekmatyār (Vorsitzender des Hezb-e Islami und Hafiz-al-Amin, ehemaliger Ministerpräsident), Ustad Sayaf (Itehad-e Islami), Loy Khan, Schir Chan (Namensgeber der Stadt Schir Chan Bandar), Ghulam Sarwar Nashir und Mir Ahmad Khan Qader (verstorben).
Seit dem 2. April 2011 ist Naqibullah Shorish durch die regionalen Stammesältesten aller Distrikte zum landesweiten Stammesführer gewählt worden. Naqibullah Shorish war bereits vorher als Stammesführer der Kharoti für den Distrikt Khaki Jabbar in der Provinz Kabul verantwortlich.